# Ad van Eerd
Ad van Eerd (Vught, 27 april 1901 – Den Bosch, 22 augustus 1990) was een Nederlandse voetballer. 

## Loopbaan
Van Eerd kwam oorspronkelijk uit voor VV Wilhelmina uit Den Bosch. Samen met zijn oudere broer Jo en zijn jongere broer Piet vormde hij het middenveld van de eersteklasser. Hij speelde van 1927 tot 1932 bij PSV en droeg de aanvoerdersband van 1928 tot 1932. In 1929 maakte hij deel uit van het elftal dat de eerste nationale titel in de clubgeschiedenis veroverde. Van Eerd speelde samen met onder andere Sjef van Run en Kees Leenhouwers. Zijn broer Piet van Eerd kwam in 1929 over van Wilhelmina.
Na zijn voetballoopbaan was hij eind jaren 1930 trainer van Wilhelmina. Wegens verrichtingen in de Tweede Wereldoorlog werd hij onderscheiden met het Verzetsherdenkingskruis 1940-1945. In november 1972 kreeg hij de Yad Vashem-onderscheiding voor hulp aan Joden. Ad van Eerd overleed in 1990 op 89-jarige leeftijd.